# Søjlediagram
Et søjlediagram eller et pindediagram er et diagram, hvor man gennem højden på søjlerne illustrerer de forskellige frekvensers fordeling. Forskellen på søjle- og pindediagrammet er bredden på søjlerne/stolpe; de er smallest i et pindediagram.